# Oekraïne en de Europese Unie
Oekraïne is sinds juni 2022 kandidaat-lid van de Europese Unie. In juni 2024 begonnen de toetredingsgesprekken.

## Tijdslijnen

### 1991-2000
De internationale betrekkingen tussen Oekraïne en de Europese Unie (EU) zijn tot stand gekomen in december 1991, toen de Sovjet-Unie werd ontbonden. In het tweede halfjaar van 1991 lag het Europese Voorzitterschap in Nederlandse handen en heeft de toenmalige Nederlandse minister van Buitenlandse Zaken, Hans van den Broek formeel uit naam van de Europese Unie, de onafhankelijkheid van Oekraïne erkend.
Op 1 maart 1998 is de Partnerschap- en Samenwerkingsovereenkomst tussen Oekraïne en de EU (Engels: Partnership and Cooperation Agreement between Ukraine and the EU) in werking getreden. Deze overeenkomst legt een juridische basis voor de EU-Oekraïnebetrekkingen en schept samenwerking in verschillende gebieden als:
- Politiek
- Handel
- Economisch beleid

Deze onderwerpen zijn verder uitgebreid met;
- Energie
- Justitie en Binnenlandse Zaken
- Grensoverschrijdende samenwerking
- Samenwerking op het gebied van wetenschap, technologie en de ruimte

### 2001-2010
Tijdens een conferentie in Parijs in september 2008 is begonnen met de onderhandelingen voor een EU-Oekraïnedeelgenootschap. Na deze conferentie, zijn de onderhandelingen voortgezet in Brussel en Kiev. Dit aankomende verdrag zou een vervanging moeten worden van het bestaande verdrag uit 1998. De nieuwe overeenkomst is ervoor bedoeld om voor een grotere politieke en economische integratie met de Europese Unie te zorgen.

### 2011-2020
Volgens Paweł Kowal, een Poolse politicus en voorzitter van de Oekraïense afvaardiging van het Europees Parlement, was de belangrijkste kwestie "de voorbereiding en de ondertekening van de associatieovereenkomst met de EU, met name het deel met betrekking tot de vrije handel. De meeste Oekraïners steunen de toetreding tot de EU. Dit zal echter alleen mogelijk zijn nadat vele wetswijzigingen en offers zijn gemaakt aan de Oekraïense kant". Oekraïne stemde op 18 september 2013 voor een associatieovereenkomst met de EU. De Oekraïense president Viktor Janoekovytsj zou het associatieakkoord met de EU eigenlijk op vrijdag 30 november van dat jaar ondertekenen op de EU top in Vilnius, Litouwen. Acht dagen ervoor verklaarde Janoekovtsj plotseling het verdrag niet te zullen ondertekenen. Dit leidde tot een golf van pro-westerse Euromaidan-protesten op het Majdan Nezalezjnosti (onafhankelijkheidsplein) in Kiev. De maandenlange protesten werden steeds gewelddadiger en op 18 februari 2014 volgde een revolutie waarbij meer dan honderd doden vielen en waarna Janoekovytsj uiteindelijk werd afgezet.
Op 27 juni 2014 ondertekende de nieuwe president Petro Porosjenko in Brussel de associatieovereenkomst tussen de Europese Unie en Oekraïne.
16 september 2014 stemde de Verchovna Rada (het Oekraïense parlement) in met de ontwerp-wet betreffende de bekrachtiging van de associatieovereenkomst tussen Oekraïne en de Europese Unie. De wet werd dezelfde dag ondertekend door president Porosjenko.
Naast Turkije is Oekraïne voor de Europese Unie een van de grotere doelen in het Europees Nabuurschap- en Uitbreidingsbeleid (Engels: European Neighbourhood and Enlargement Policy). Dit beleid met een eigen Directoraat Generaal richt zich op uitbreiding van de EU. Tegelijk met Oekraïne zijn associatieverdragen gesloten met Georgië en Moldavië. Met Servië wordt onderhandeld over toetreding tot de EU omstreeks 2017.
In februari 2019 maakte de Rada toetreding tot de NAVO en de Europese Unie een grondwettelijke taak. De aanvulling in de preambule van de grondwet bevestigde "de Europese identiteit van het Oekraïense volk en de onomkeerbaarheid van de Europese en Euro-Atlantische koers van Oekraïne". Artikel 102 kreeg aan aanvulling waarin bepaald werd dat "de president van Oekraïne garant staat voor de implementatie van de strategische koers van de staat om het volledige lidmaatschap van Oekraïne in de Europese Unie en de Noord-Atlantische Verdragsorganisatie te verwerven".

### 2021-2030

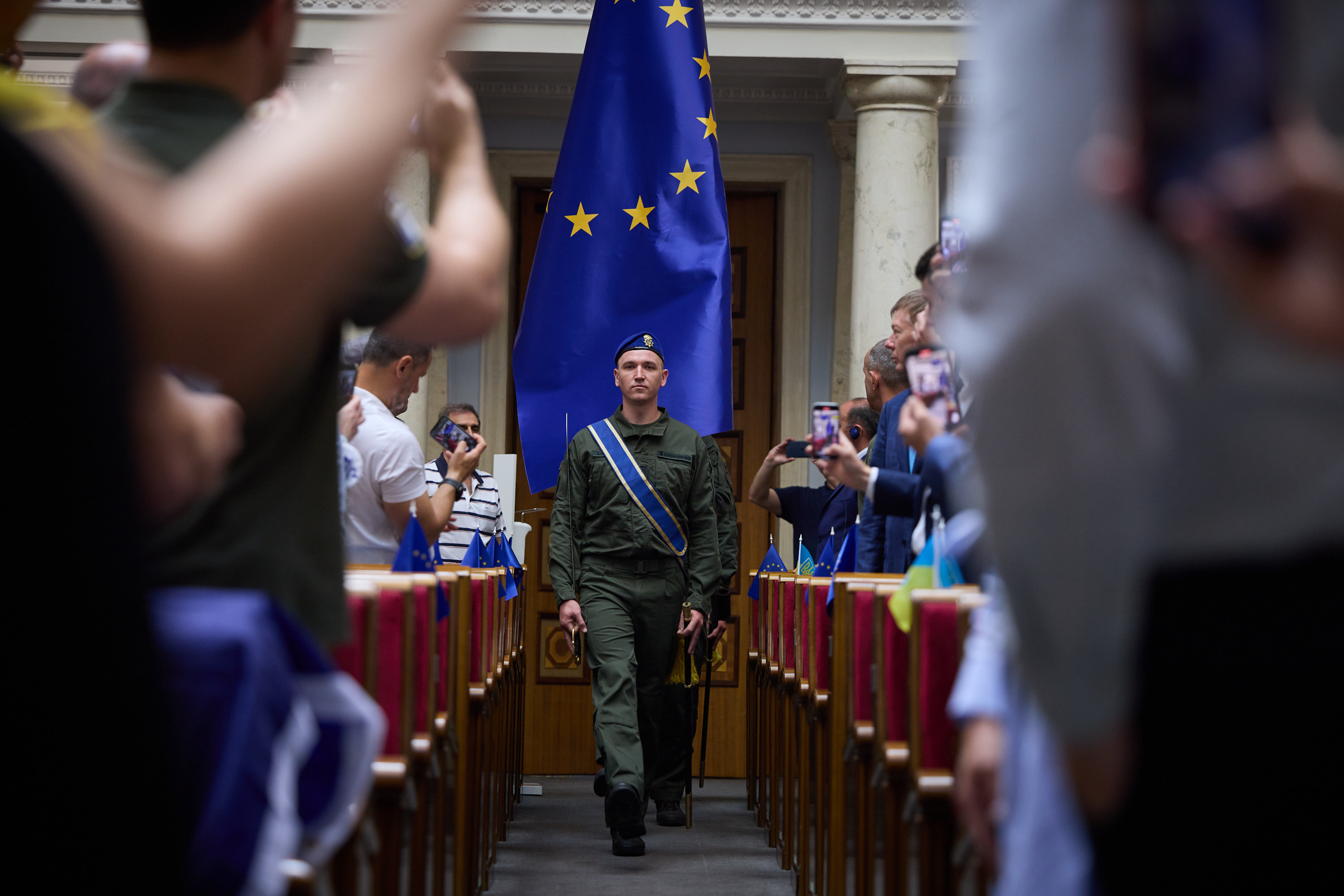
Op 1 juli 2022 werd de EU-vlag plechtig geïnstalleerd in de plenaire zaal van de Rada (parlement).

Op 28 februari 2022, tijdens de Russische invasie van Oekraïne, heeft de Oekraïense president Volodymyr Zelensky officieel het EU-lidmaatschap aangevraagd met een beroep op een versnelde procedure die theoretisch een uitweg uit het conflict zou kunnen bieden waarbij het lidmaatschap van de EU wel, en van de NAVO niet, tot stand zou komen. EC-voorzitter Ursula von der Leyen sprak op 27 februari 2022 uit dat Oekraïne bij de EU hoort. Op 1 maart, na een emotionele toespraak van president Zelensky tot het Europarlement vanuit het belegerde Kiev, sprak het Europese parlement zich met 637 stemmen voor, 13 tegen en 26 onthoudingen uit vóór Oekraïne's toetreding.  De 27 lidstaten bepalen het tijdspad. De Nederlandse minister-president Mark Rutte wees een versnelde procedure van de hand. Zonder versnelling is Oekraïne's lidmaatschap voorzien in 2030. Von der Leyen overhandigde de inschrijvingsformulieren aan president Zelensky in Kiev op 8 april 2022. Op 18 april 2022 had Oekraïne de vragenlijst ingevuld.
Na de Russische invasie van Oekraïne was er een stijging van de steun voor het EU-lidmaatschap voor Oekraïne van 68% naar 86%, daarna bleef het stijgen en vanaf eind maart was het op een recordhoogte van 91%.
Oekraïne kreeg op 23 juni 2022 officieel de status van kandidaat-lidstaat voor toetreding tot de EU.
 Er werden wel aanvullende voorwaarden gesteld om het toetredingsproces in gang te kunnen zetten. Op basis van de vooruitgang hierop deed de Europese Commissie in november 2023 de aanbeveling aan de Europese Raad van ministers tot opening van de toetredingsonderhandelingen, mits een aantal rechtstatelijke hervormingen doorgevoerd zouden worden. Een half jaar later, op 21 juni 2024, werd door de Europese Raad besloten dat de gesprekken daadwerkelijk kunnen starten, te beginnen met een Intergouvernementele Conferentie op 25 juni 2024.